# Талицкое сельское поселение (Республика Алтай)
Талицкое се́льское поселе́ние — муниципальное образование в Усть-Канском районе Республики Алтай Российской Федерации.
Административный центр — село Усть-Кумир.

## История
Статус и границы сельского поселения установлены Законом Республики Алтай от 13 января 2005 года № 10-РЗ «Об образовании муниципальных образований, наделении соответствующим статусом и установлении их границ»

## Население
| 2010 | 2011  | 2012  | 2013 | 2014 | 2015 | 2016 |
| ---- | ----- | ----- | ---- | ---- | ---- | ---- |
| 1059 | ↘1057 | ↘1027 | ↘987 | ↘977 | ↗991 | ↘964 |
| 2017 | 2018  | 2019  | 2020 | 2021 |      |      |
| ↗973 | ↘952  | ↘943  | ↘917 | ↘847 |      |      |

## Состав
| № | Населённый пункт | Тип населённого пункта       | Население |
| - | ---------------- | ---------------------------- | --------- |
| 1 | Усть-Кумир       | село, административный центр | ↘458      |
| 2 | Тюдрала          | село                         | ↘289      |
| 3 | Талица           | село                         | ↗111      |
| 4 | Санаровка        | село                         | ↘106      |